# 21-ヒドロキシステロイドデヒドロゲナーゼ (NAD+)
21-ヒドロキシステロイドデヒドロゲナーゼ (NAD+)（21-hydroxysteroid dehydrogenase (NAD+)）は、次の化学反応を触媒する酸化還元酵素である。
反応式の通り、この酵素の基質はプレグナン-21-オールとNAD+、生成物はプレグナン-21-アールとNADHとH+である。
組織名は21-hydroxysteroid:NAD+ 21-oxidoreductaseである。